# 神野阿弥陀堂
神野阿弥陀堂（こうのあみだどう）は、和歌山県伊都郡かつらぎ町にある阿弥陀堂。国の登録有形文化財となっている。

## 概要
かつらぎ町北西部、「串柿の里」として知られる神野地区にあり、日本遺産「『葛城修験』―里人とともに守り伝える修験道はじまりの地」の構成文化財の一つとなっている。1686年（貞享3年）創建、1992年 (平成4年) 改修。木造平屋建、茅葺き、建築面積109m2。堂内にはかつて訪れた修験者たちによる墨書が残存し、阿弥陀如来や四天王等の仏像が安置され、曼荼羅や法具等も収納されている。葛城修験において山中で修業をしつつ、本堂で里人と交流し、地域住民と茶を酌み交わしたと伝わる。2019年 (令和元年) 12月5日、国の登録有形文化財となった。

## 的場家住宅
当堂と同じ神野地区にある的場家住宅は主屋が1805年 (文化2年）建築、2006年 (平成18年) 改修。木造平屋建、茅葺き、建築面積103m2。「造形の規範となっているもの」という基準を満たし、離れ（大正後期建築）、土蔵 (昭和31年建築、木造平屋建、瓦葺、建築面積52m2)  とともに当堂と同日に登録有形文化財となった。

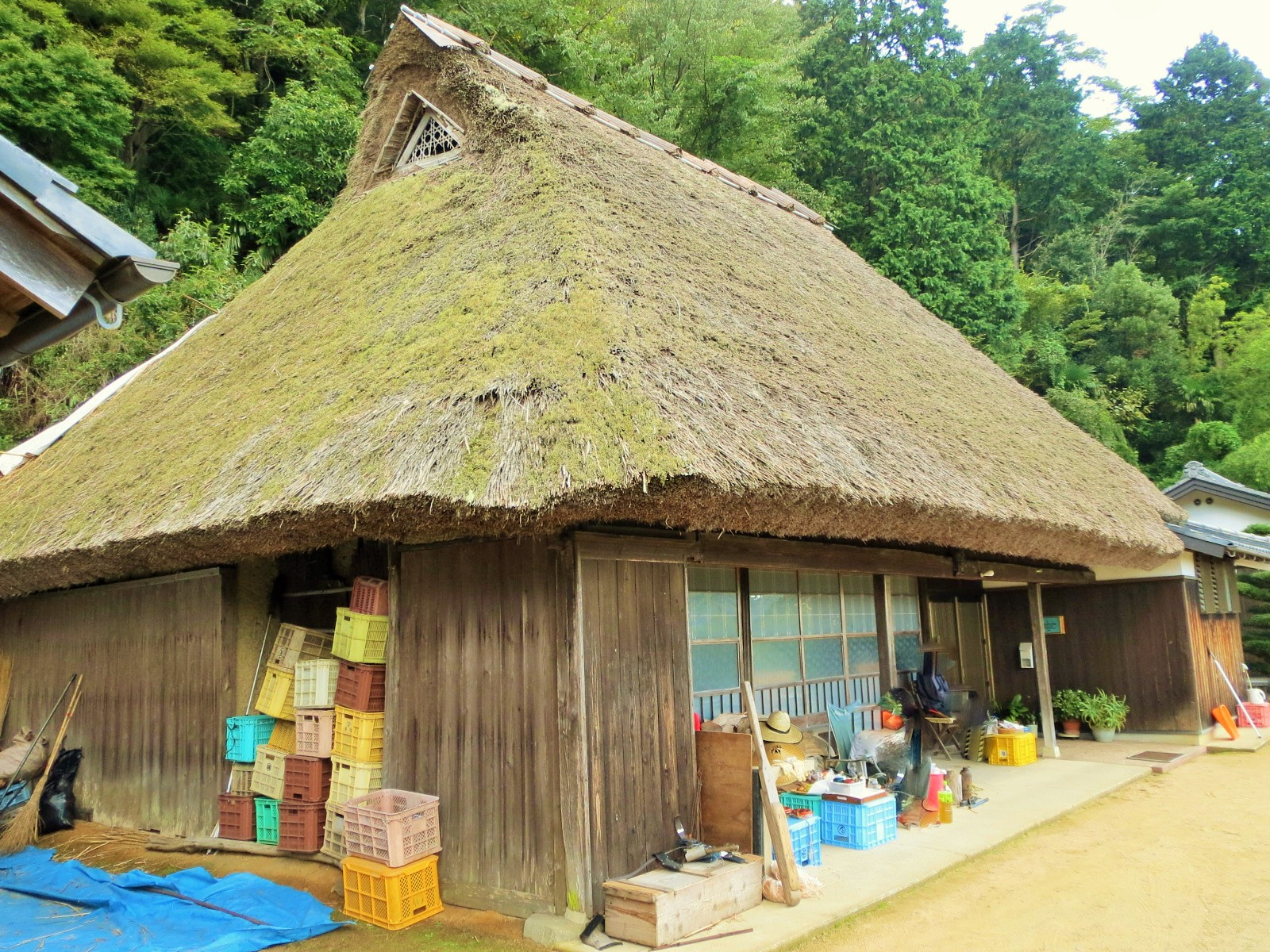
的場家住宅主屋
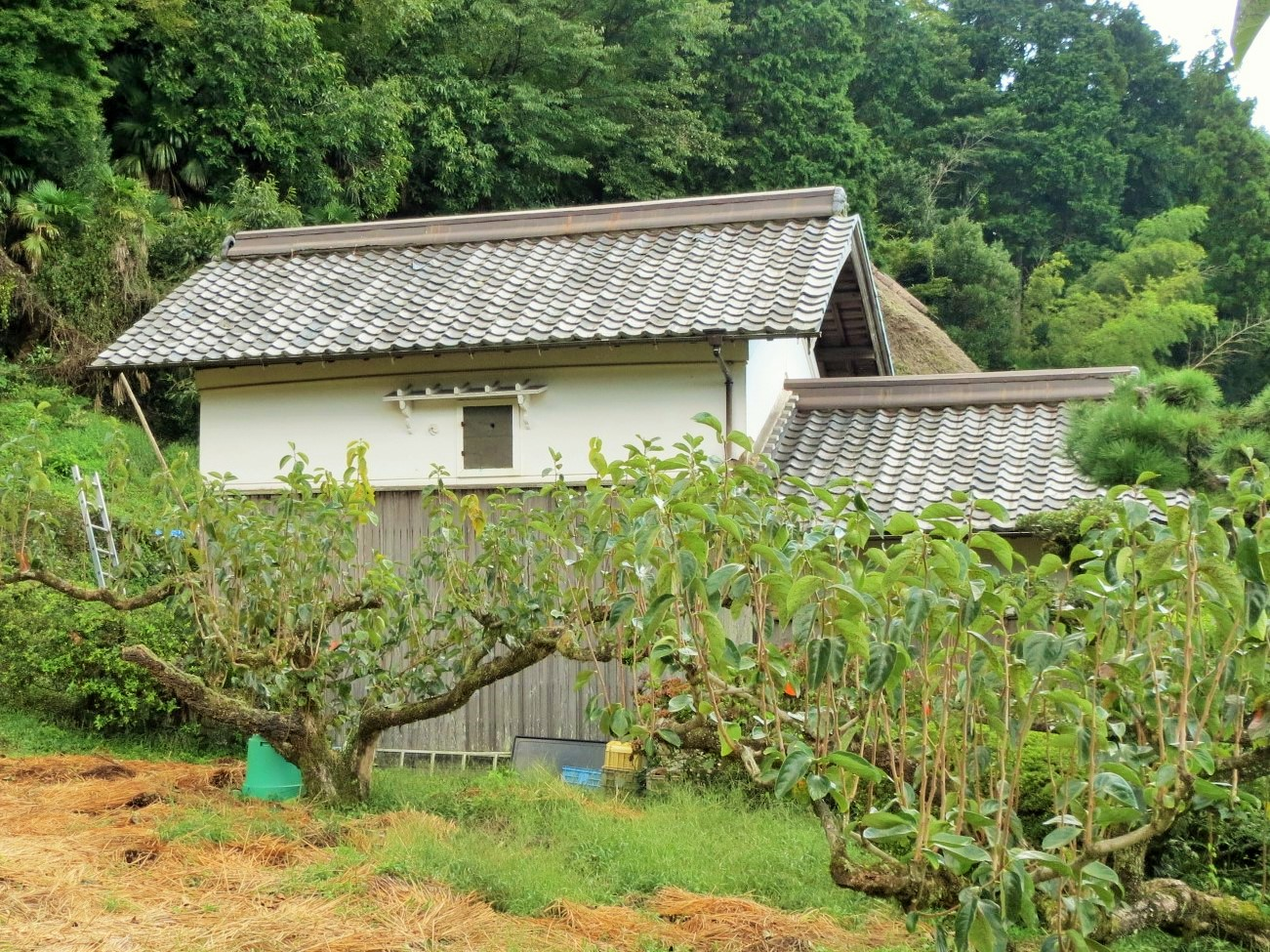
的場家住宅土蔵

## 現地情報

### 交通アクセス
- 京奈和自動車道かつらぎ西ICより車で20分